# M88装甲回収車
M88装甲回収車（M88 Armoured Recovery Vehicle）は、アメリカ合衆国でM48パットンの車体コンポーネントを流用して開発された装甲回収車である。
1960年代に開発され、ベトナム戦争に投入された他、改良を受け湾岸戦争やイラク戦争でも運用されている。イラク戦争では、アメリカ軍のバグダッド占領時に当時のフセイン大統領の銅像を引き倒す装甲車の映像が世界中に配信されたが、この時に銅像を引き倒していたのがM88の最新型であるM88A2"ハーキュリーズ"装甲回収車である。
"ハーキュリーズ" (HERCULES)はM88A2だけに使用されるニックネームで、ギリシャ神話に登場する英雄"ヘラクレス"の意味である他、Heavy Equipment Recovery Combat Utility Lifting Extraction Systemのアクロニムにもなっている。

## 概要

### M88/M88A1
M88装甲回収車は1961年にM48パットンの車体コンポーネントを流用し、Bowen McLaughlin York（BMY）社により開発された。BMY社は後にハースコ社の一部門となった。最初の量産型であるM88はM48A1/M48A2系列と同じ、出力980馬力のコンチネンタル製AVSI-1790-6Aガソリンエンジンを搭載したバージョンで、1964年まで生産され、アメリカ軍によりベトナム戦争に投入された。
1977年には改良型のM88A1が開発された。M88A1はM88のエンジンをM48A3と同系列のコンチネンタル製AVDS-1790-2DRディーゼルエンジンに換装したタイプで、外見上の相違点としては、戦闘室後部右側の張り出し部分がA1では大きくなり、側面にルーバーが追加されている点が挙げられる。M88A1はアメリカ軍に採用された他、各国に輸出され現在も運用されている。
M88/M88A1の回収能力は約56トンで、M48やM60の回収は可能であったが、アメリカ陸軍に配備されたM1エイブラムス主力戦車、中でも装甲防御力を強化した改良型のM1A1HAやM1A1HC、M1A2に対しては能力不足であった。このため回収能力を抜本的に強化した改良型の開発が1991年に決定した。

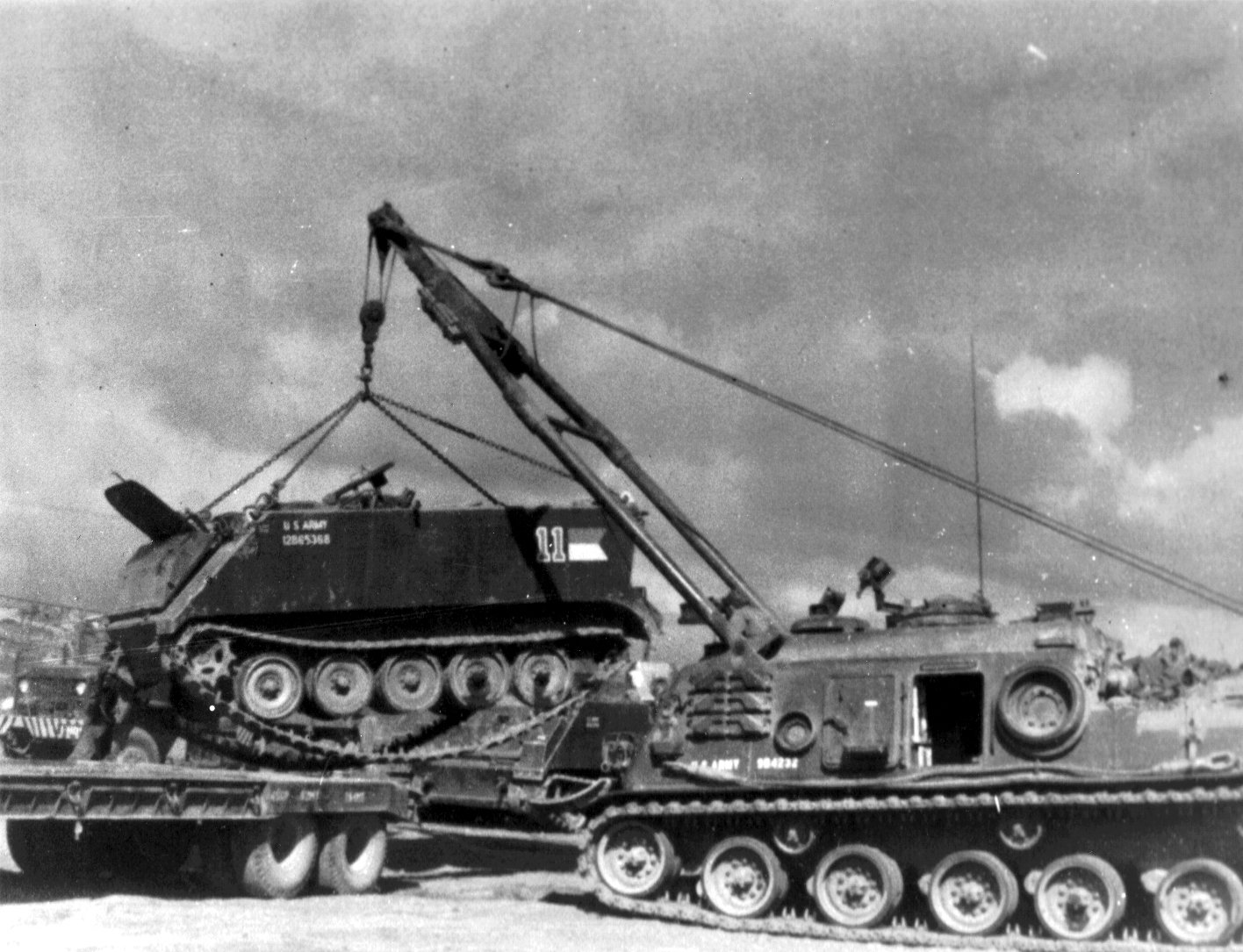
M113を吊り下げるM88。1971年、ベトナム戦争当時。
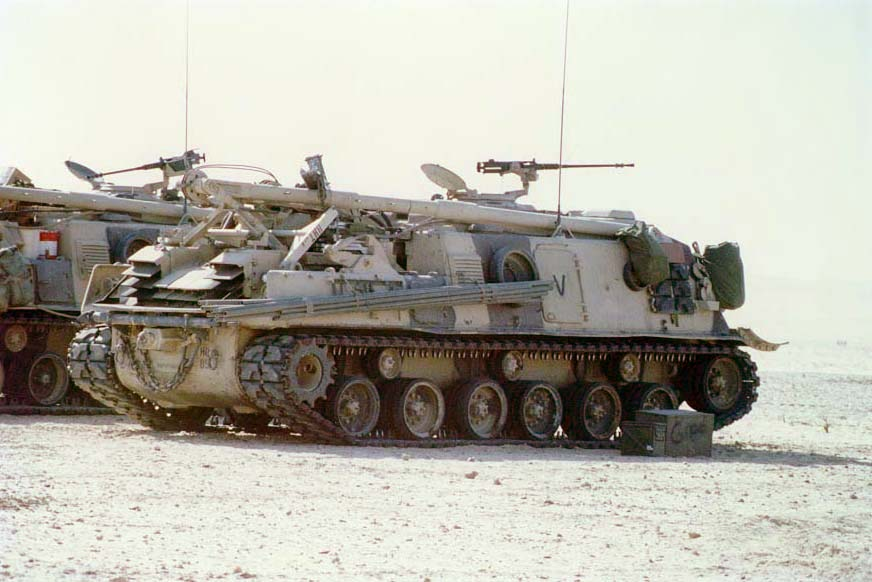
アメリカ軍のM88A1。1991年、湾岸戦争への派遣車両。
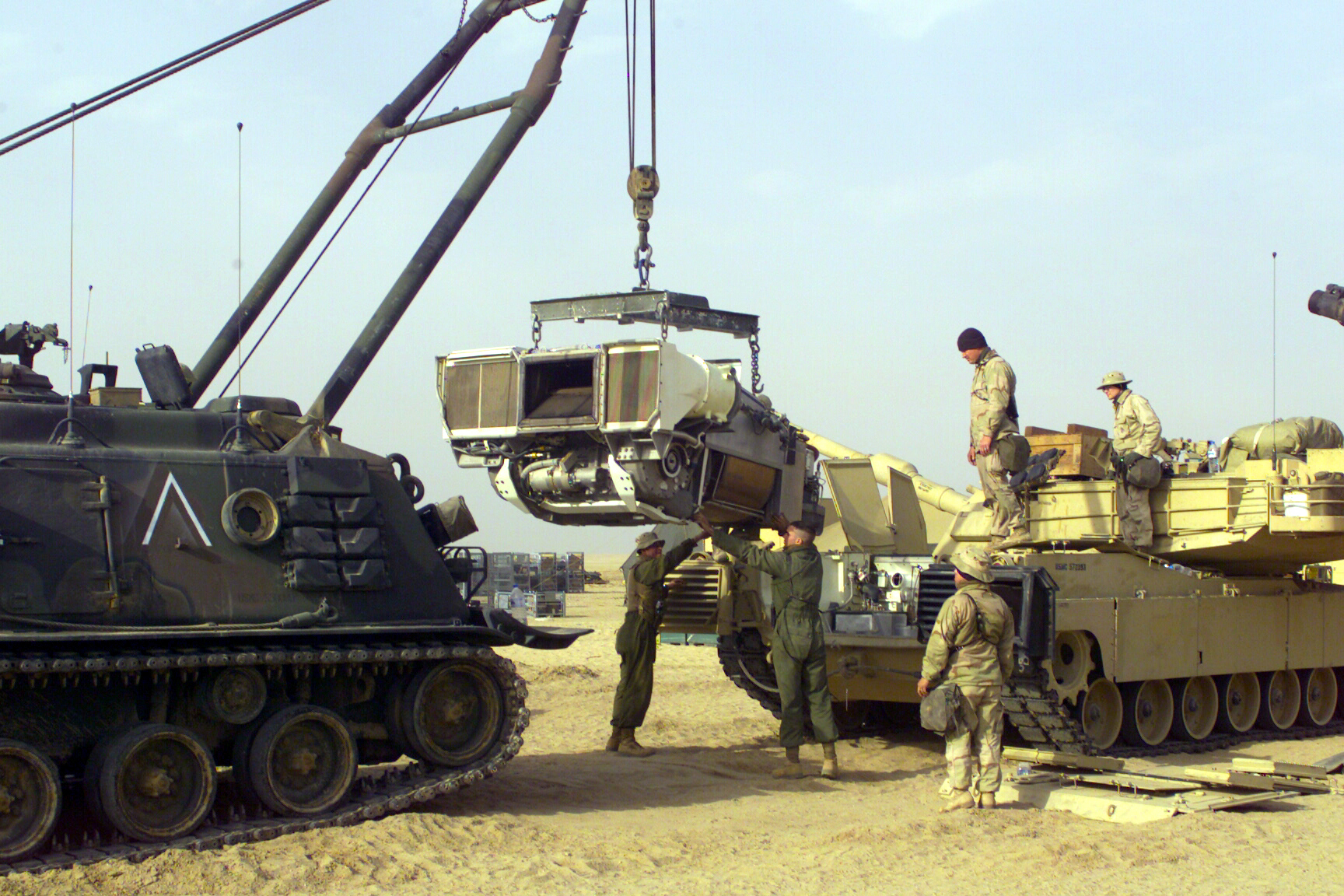
M1エイブラムスのエンジン交換を行うM88A1。2003年、イラク戦争当時、クウェート国内。

### M88A2"ハーキュリーズ"
M88の開発・生産を行っていたハースコ社のBMY部門は、1994年にユナイテッド・ディフェンスの傘下に吸収された。この結果、M88A2はユナイテッド・ディフェンスの製品として1997年に量産配備が開始された。
M88A2はエンジンが出力1050馬力のコンチネンタル製AVDS-1790-8CRディーゼルエンジンに換装され、増加装甲板やサイドスカート追加により車体重量が63.5tに増加し、引き揚げ用のブームも強化された角型断面のものに変更されている。M88A2の回収能力は70トンにまで強化され、M1A1やM1A2を運用するアメリカ陸軍、海兵隊の他、エジプトやオーストラリアなど、他のM1エイブラムス導入国でも採用されている。
2005年には、ユナイテッド・ディフェンスはBAE システムズ・ランド・システムズと合併しBAE システムズ・ランド・アンド・アーマメンツとなった。

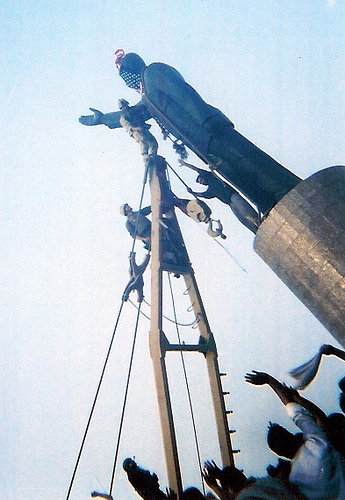
M88を著名にした、引き倒されるフセイン像。2003年4月9日。
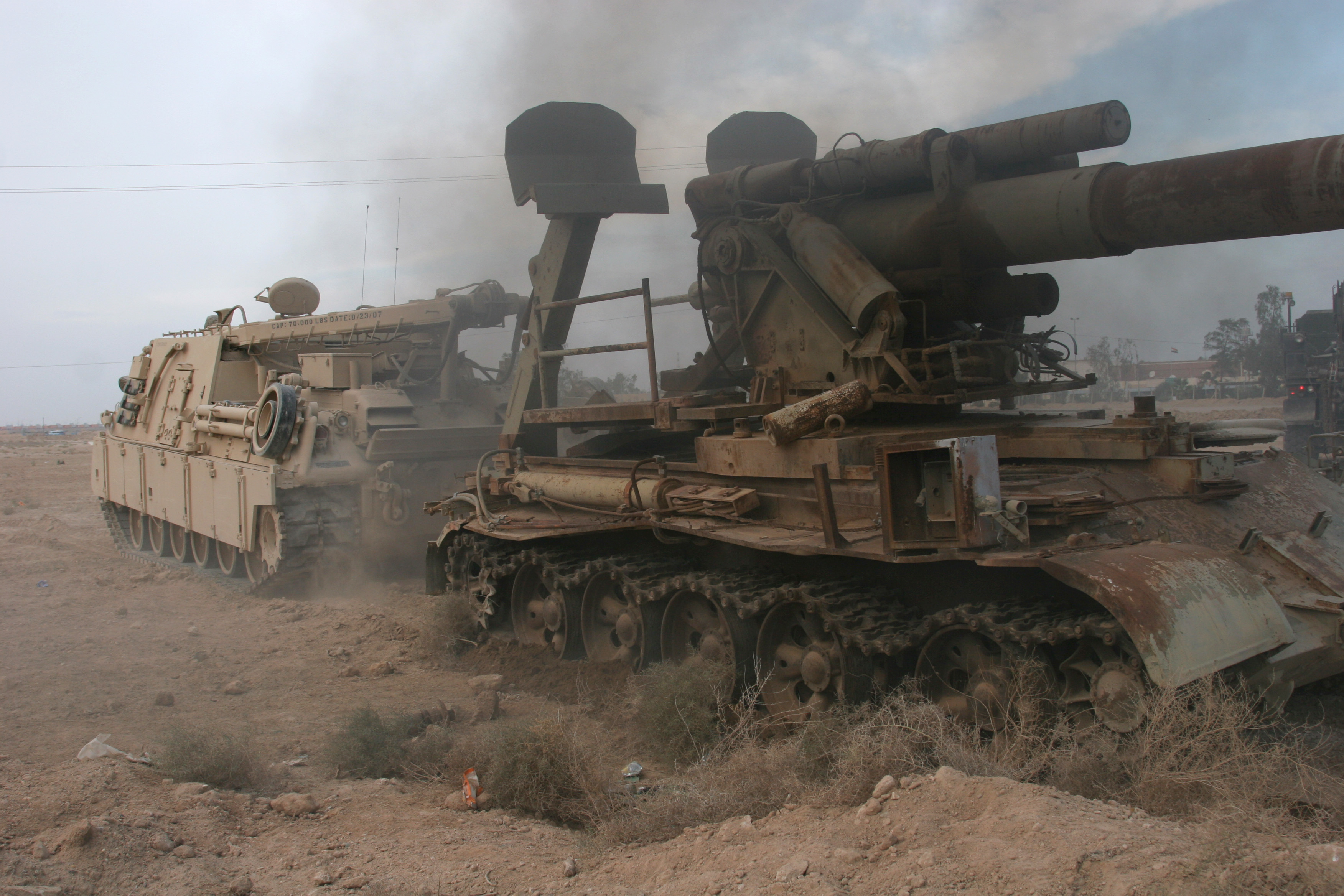
破壊された北朝鮮製のコクサン 170mm自走砲を牽引する海兵隊のM88A2。2008年、イラク国内。
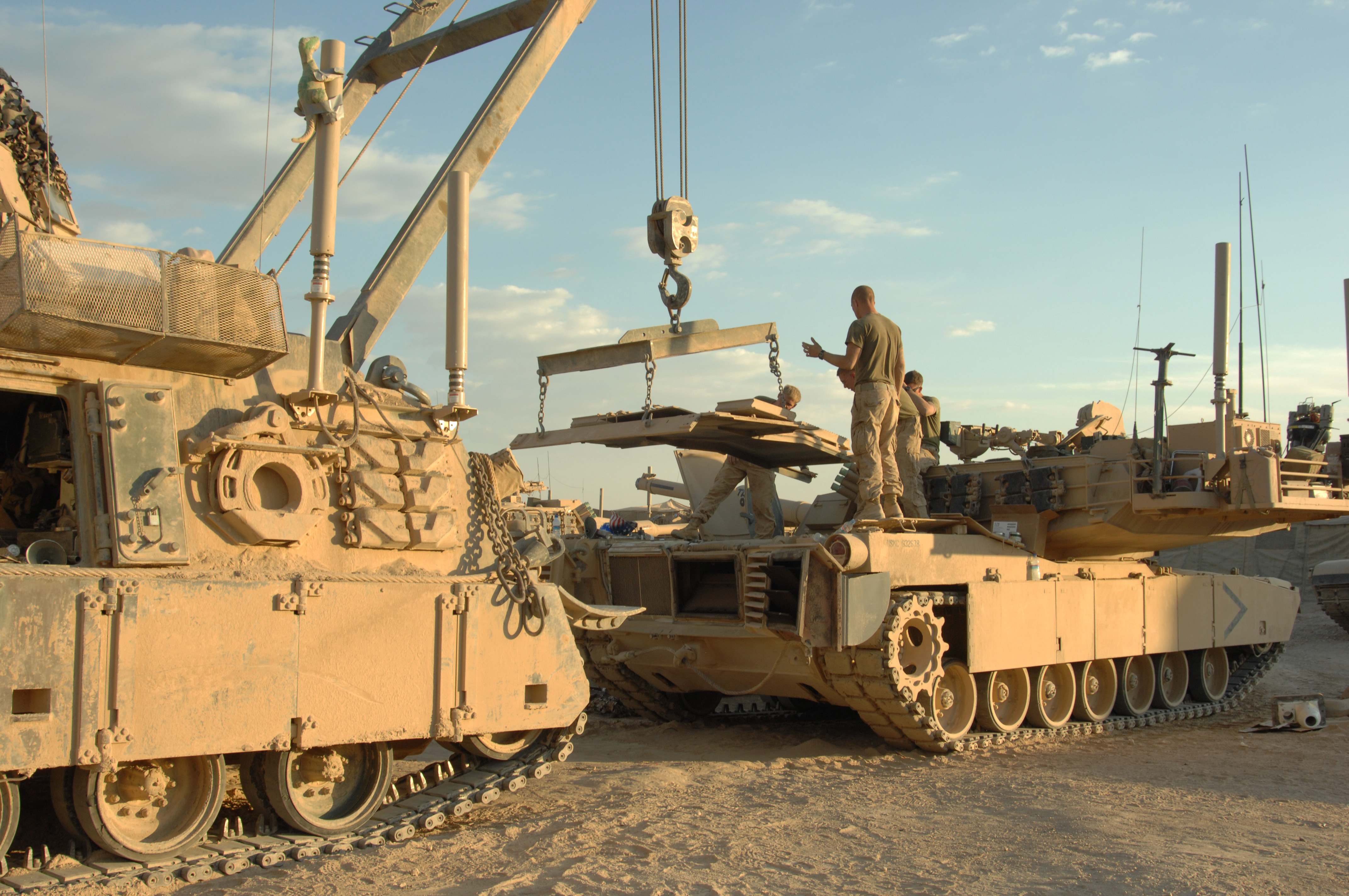
M1A1のエンジン交換を行う海兵隊のM88A2。2012年、アフガニスタン。
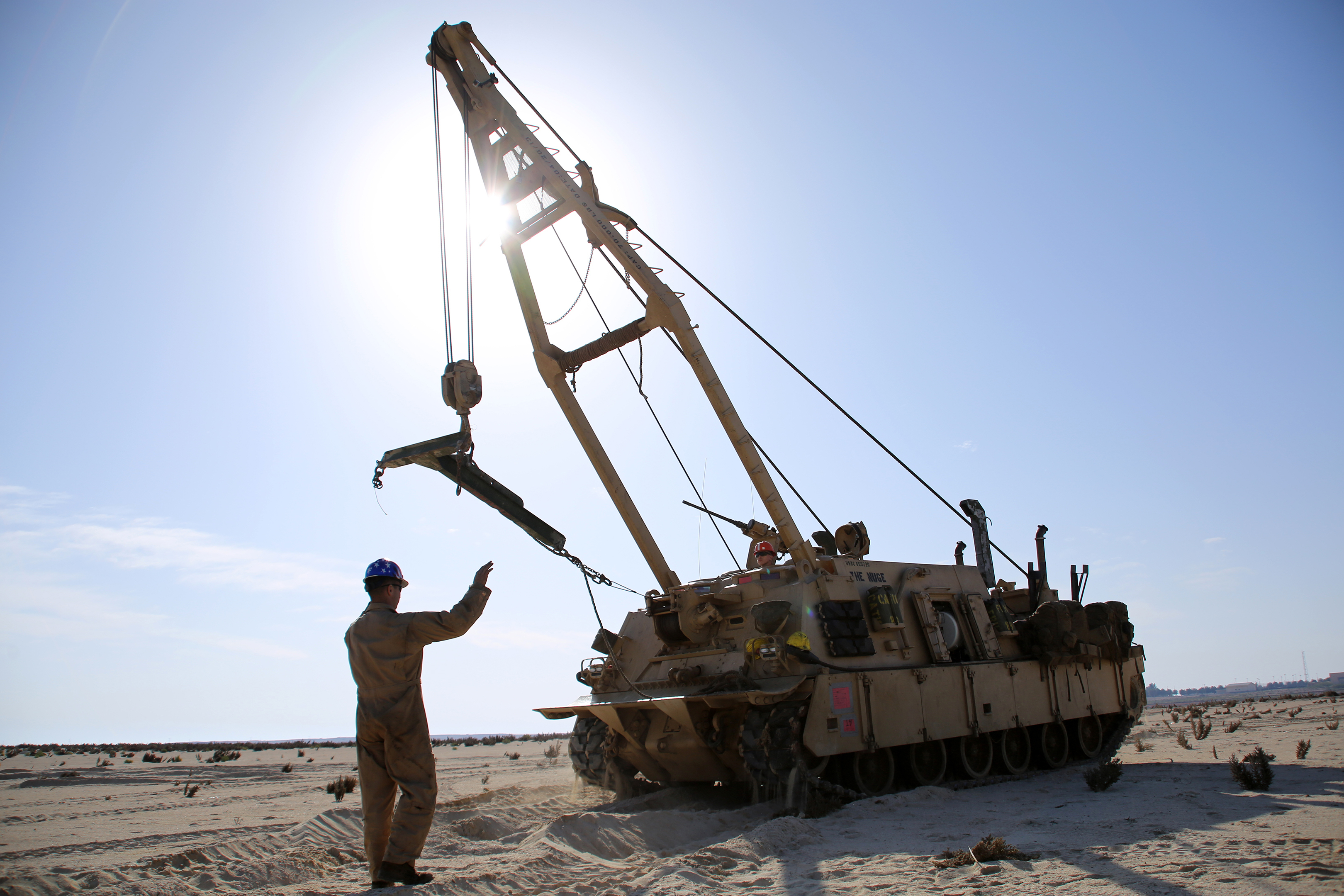
ブームクレーンを展開したM88A2。海兵隊、2015年。

## 採用国

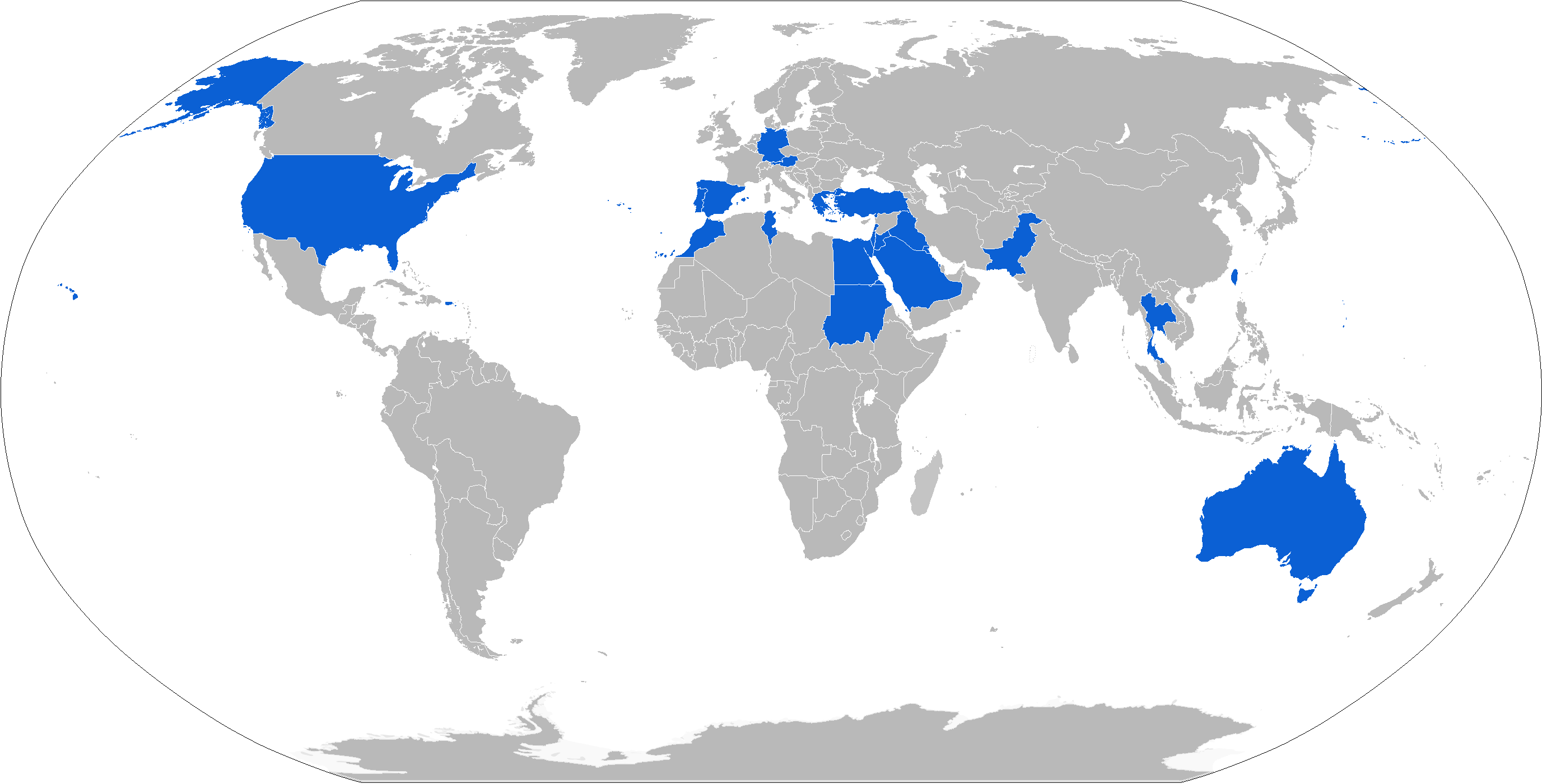
M88装甲回収車 採用国（青色）

アメリカ合衆国
- アメリカ陸軍

各型合わせて629両。
- アメリカ海兵隊

各型合わせて69両。アフガニスタン紛争に派遣された海兵隊のM88A2は、キューポラ周囲への防弾板追加、あるいはM1A1と同型のキューポラへの換装、IED起爆妨害装置の追加装備などが行われ、派遣先のヘルマンド州で海兵隊のM1A1FEPと共に任務に就いた。

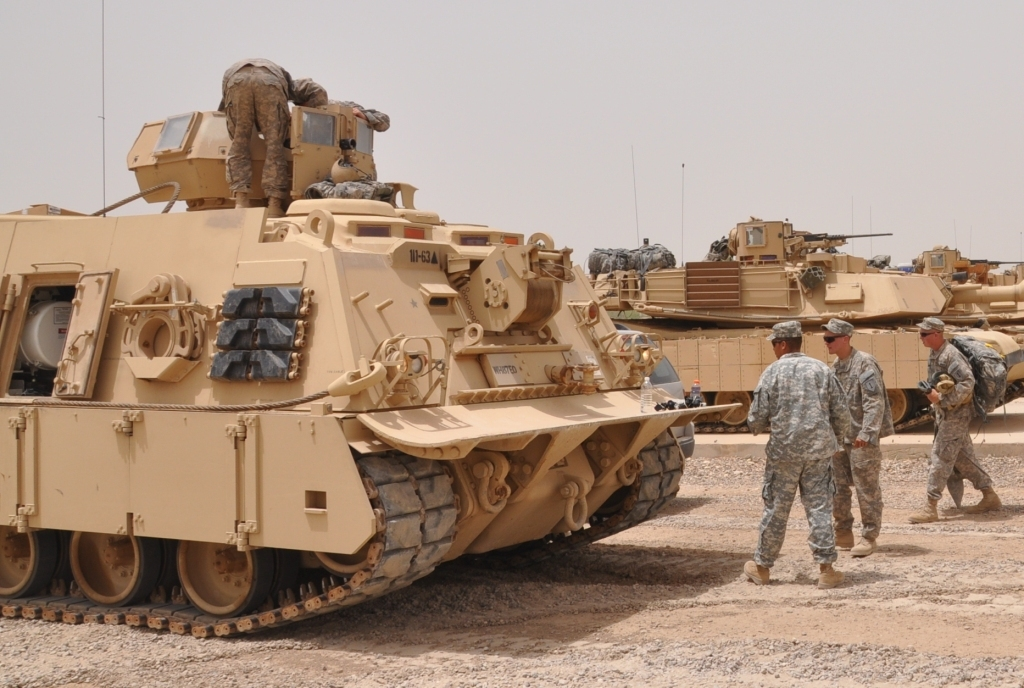
車長用キューポラに装甲銃塔キットを装着したアメリカ陸軍のM88A2。2011年、イラク、バグダッド。
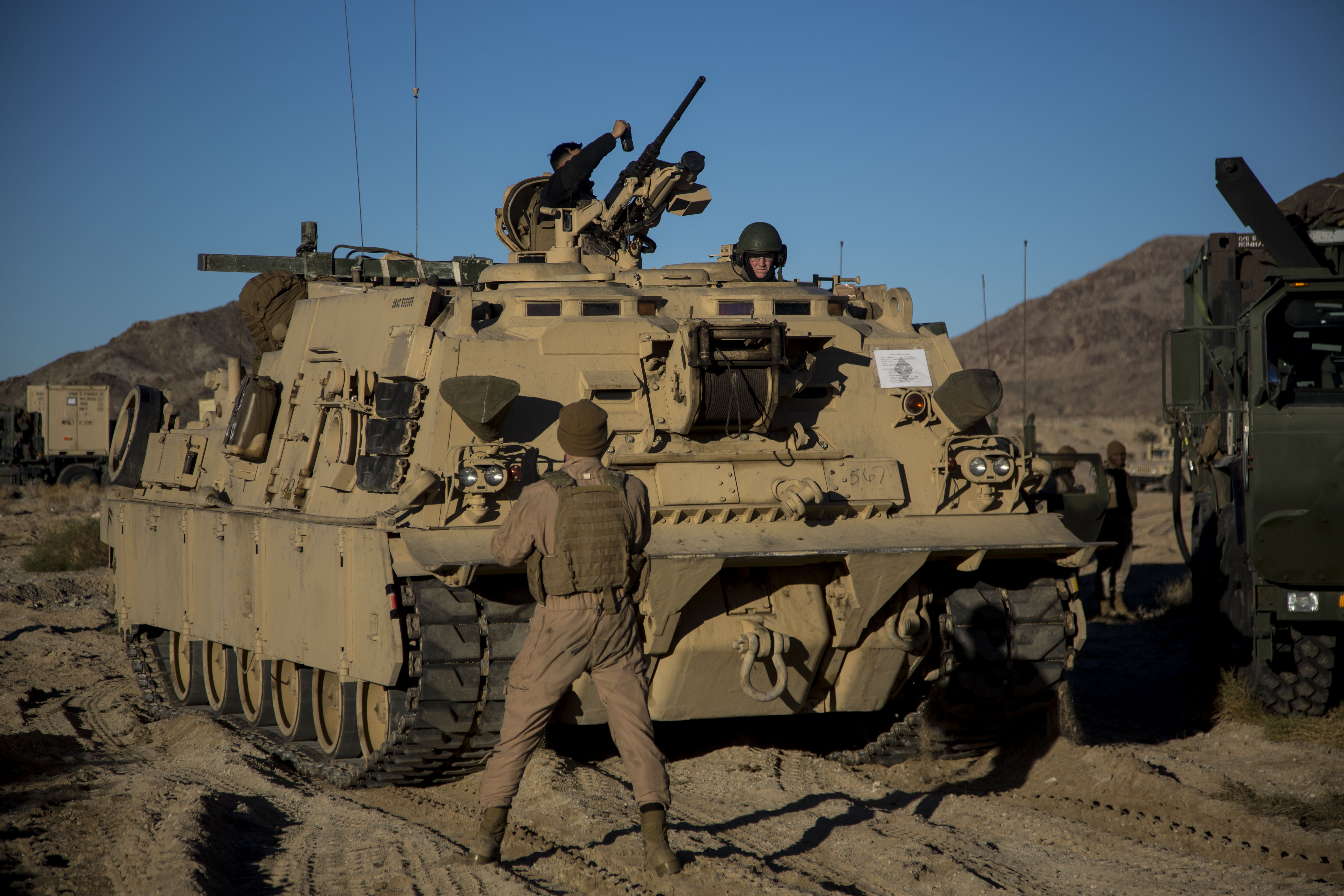
M1A1エイブラムスと同型の車長用キューポラを装備した海兵隊のM88A2。2013年。
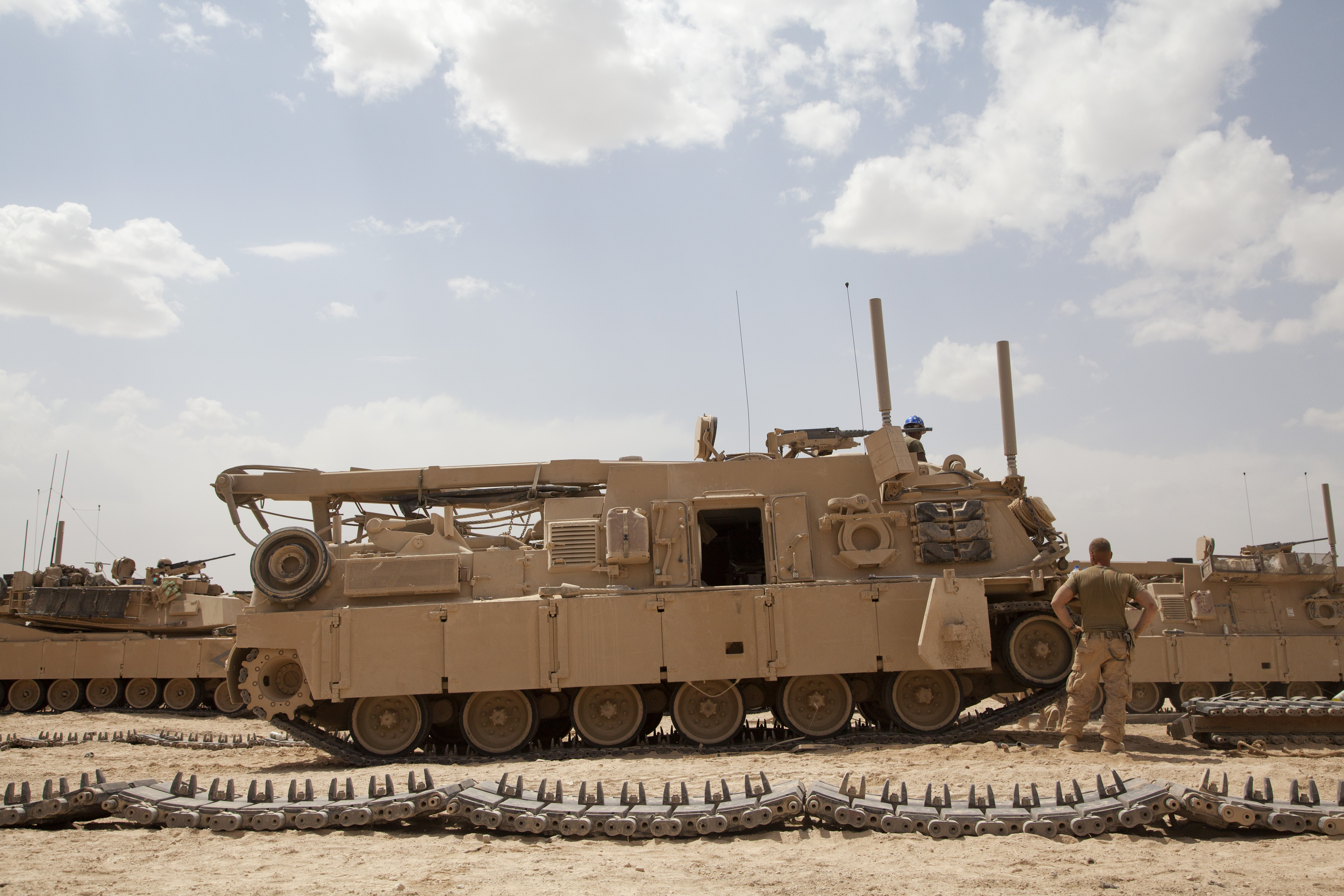
車体左前方に2本のIED作動妨害アンテナを装備した海兵隊のM88A2。2013年、アフガニスタン。キューポラはM1A1タイプ。

### M88A1 採用国
- オーストリア - 35両[2]。2023年時点で、10両を保有[3]。
- バーレーン - 4両[2]。
- ブラジル - 8両。
- エジプト - 221両[2]。 2024年時点で、エジプト陸軍が220両を保有[4]。エジプト軍はM88A2も採用している[2]。
- ドイツ - 125両。"ベルゲパンツァー1"と呼称され、レオパルト1ベースの回収型である"ベルゲパンツァー2"、レオパルト2ベースの回収型である"ベルゲパンツァー3"と区別されている[2]。
- ギリシャ - 95両[2]。
- イスラエル - 25両[2]。一部の車両にはキューポラ上への密閉戦闘室"ドッグハウス"の搭載、スラットアーマーの追加装備などが行われている。詳細はマガフの派生型の項も参照。
- ヨルダン - 30両[2]。
- レバノン - 35両[2]。2024年時点で、レバノン陸軍が3両を保有[5]。
- モロッコ - 2024年時点で、モロッコ陸軍が55両を保有[6]。
- オマーン - 2023年時点で、オマーン陸軍が2両を保有[7]。
- パキスタン - 52両[2]。
- ポルトガル - 6両[2]。
- サウジアラビア - 78両[2]。
- スペイン - 1両[2]。
- スーダン - 2両[2]。
- 中華民国（台湾） - 37両[2]。
- タイ - 22両[2]。
- チュニジア - 6両[2]。
- トルコ - 33両[8][9]。

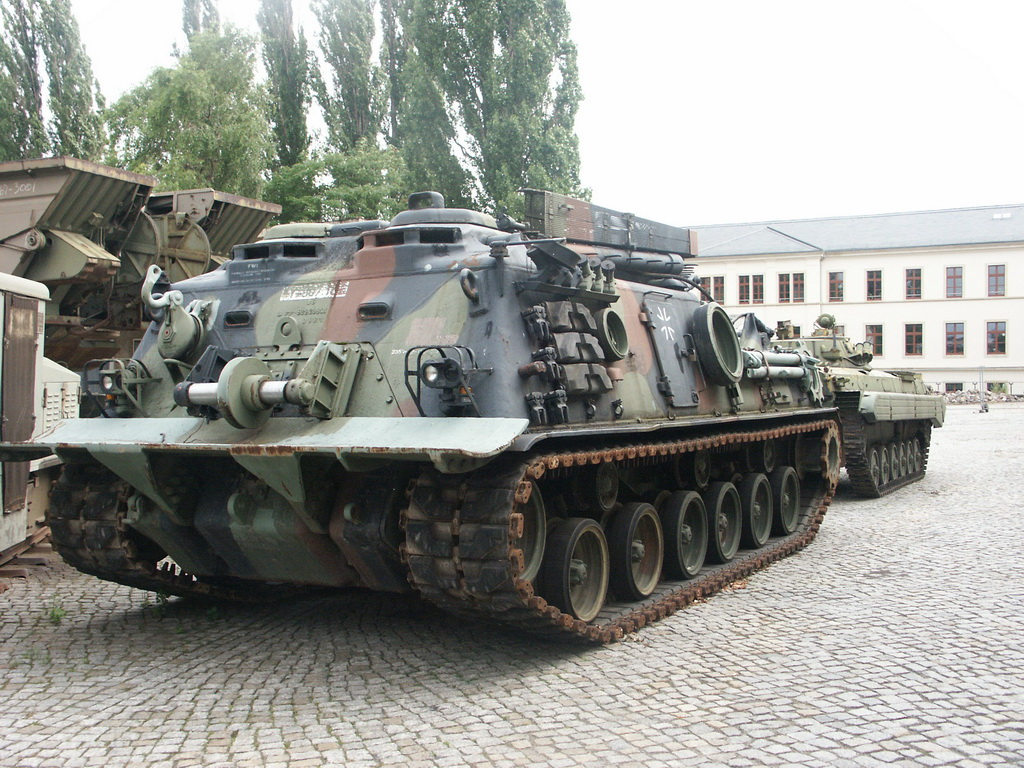
ドイツ連邦軍のM88A1。
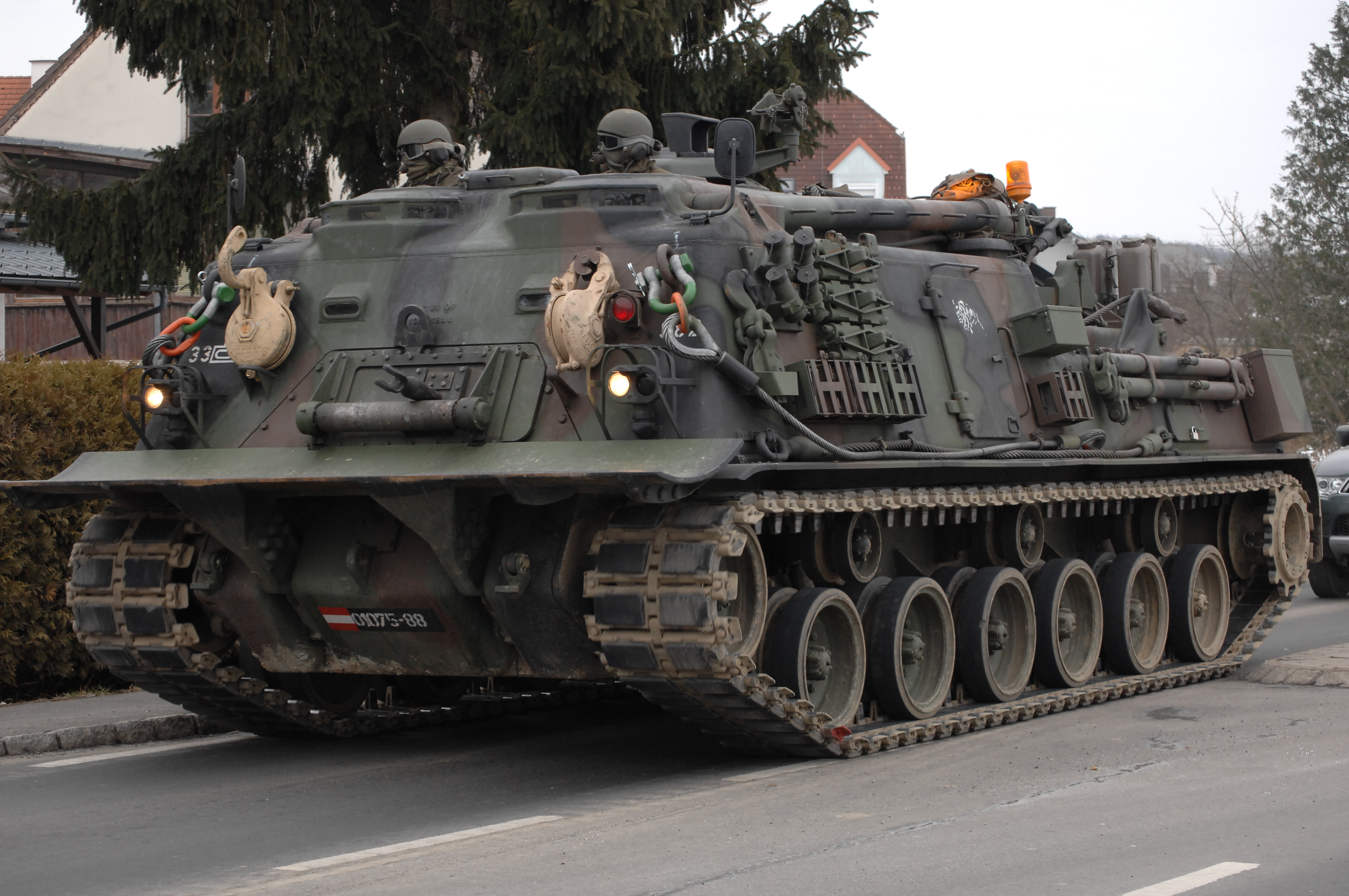
オーストリア陸軍のM88A1。
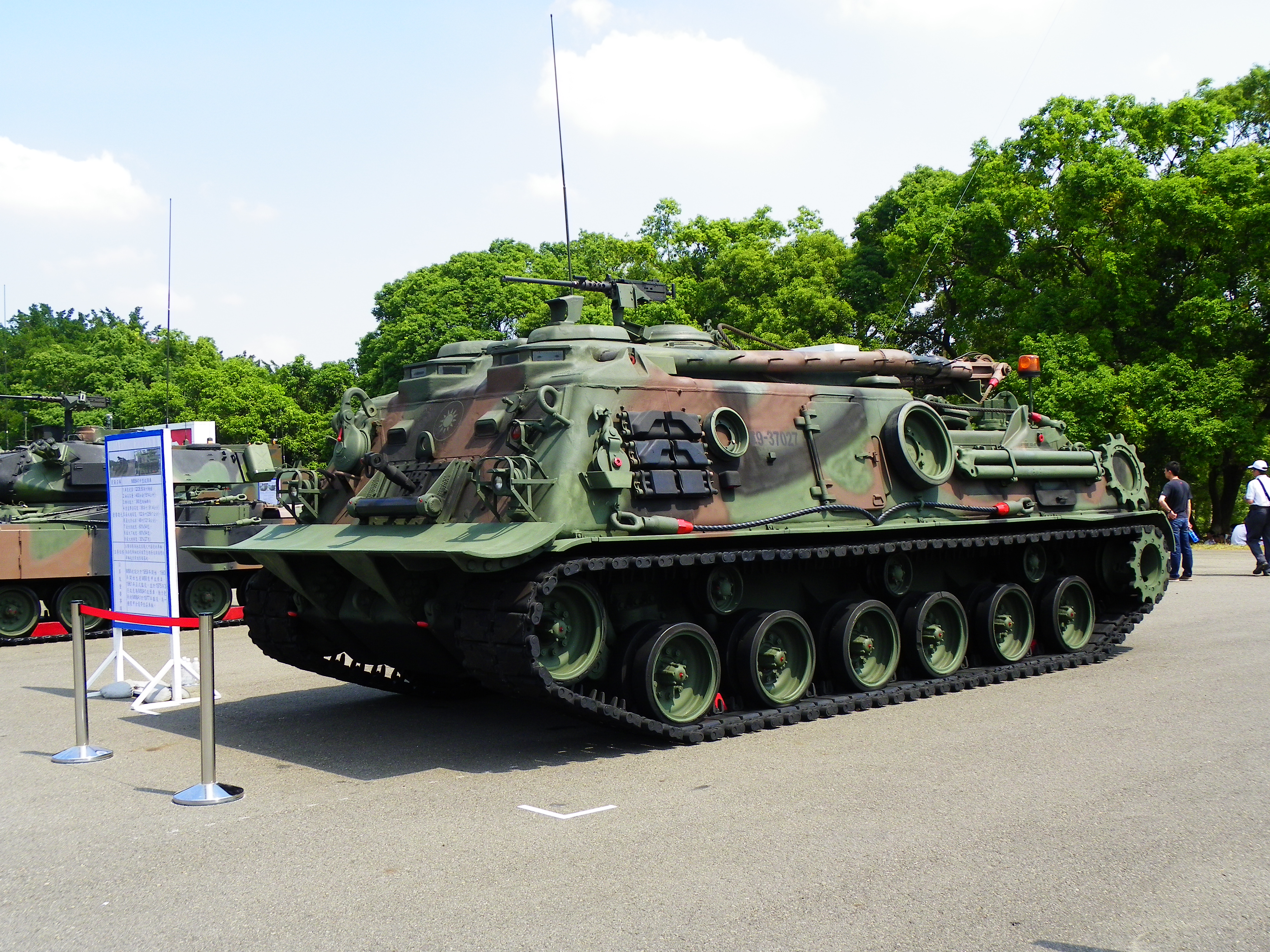
台湾陸軍のM88A1。
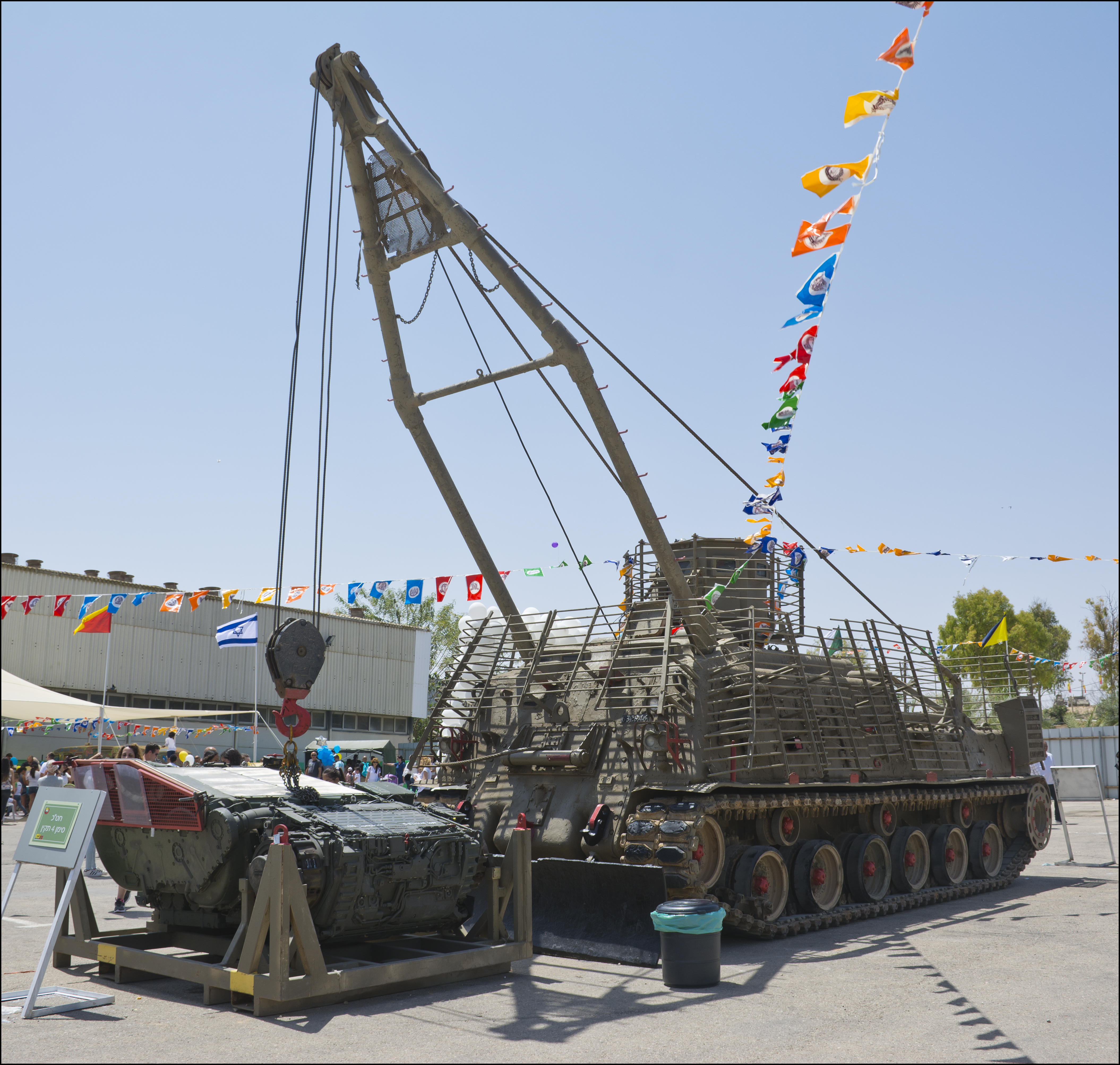
スラットアーマーを装備したイスラエル陸軍のM88A1。

### M88A2 採用国
- オーストラリア: 13両[2][10]。
- エジプト:  2024年時点で、エジプト陸軍が90両を保有[4]。エジプト軍はM88A1も採用している[2]。
- イラク: 29両。イラク戦争後の新生イラク軍に配備[2]8両を追加発注[11]。
- クウェート: 14両[2]。
- バーレーン:4両導入予定[12]。
- 中華民国（台湾）- 2019年7月に契約が発表された[13]。